# Hipodamo de Mileto

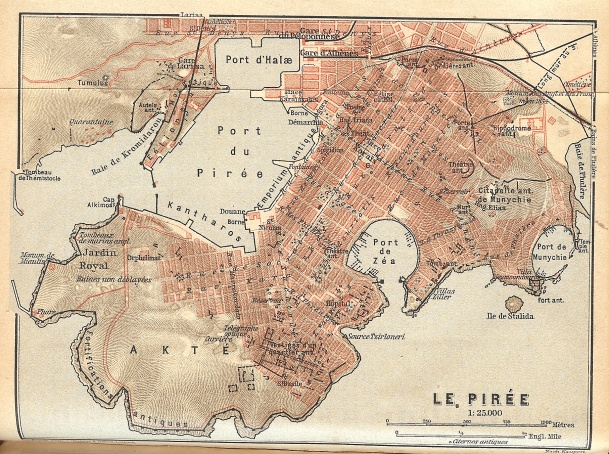
Mapa del Pireo, mostrando el plano en rejilla de la ciudad

Hipodamo de Mileto (en griego antiguo: Ἱππόδαμος, Hippodámos, «domador del caballo»), Hipódamo o Hipodamos (Mileto, 498-408 a. C.) fue un arquitecto griego, planificador urbanístico, matemático, meteorólogo y filósofo. Se le considera el «padre» del planeamiento urbanístico, que dio nombre al «plan hipodámico», un esquema de ciudades en retícula. 

## Biografía
Vivió durante el siglo V a. C., en los albores de la época clásica de la Antigua Grecia. Su padre se llamaba Eurifonte. Aristóteles lo describió como original en todos los aspectos y como alguien que deseaba ser un erudito en todas las ciencias de la naturaleza, aunque existen discrepancias sobre si este Hipodamo es el mismo del que habla Aristóteles en Política, II, y el que menciona Juan Estobeo, en su Antología, como Hipodamo el pitagórico. Aristóteles lo definió como «un hombre extraño, cuyo afán de distinción le hizo llevar una vida excéntrica».

### Urbanista

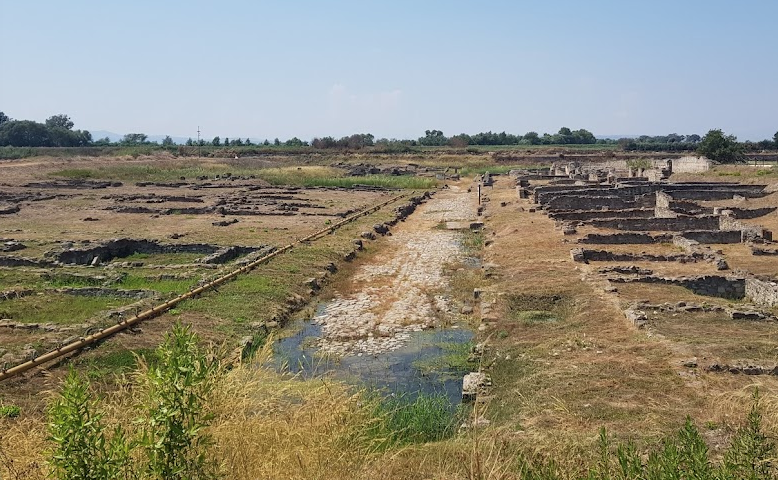
Calle principal de Turios

Hipodamo no fue solo arquitecto, fue un verdadero teórico del hábitat urbano. Fue el primer arquitecto griego en concebir un planeamiento urbano y la estructura de una ciudad a partir de un punto de vista que privilegiaba la funcionalidad. Hipodamo fue el introductor de un planeamiento urbano apoyado en calles anchas que se cruzaban en ángulos rectos. Propuso la organización de la polis según relaciones numéricas, en busca de la simetría. La lógica, la claridad y la simplicidad primaban en sus diseños. Resulta imposible no relacionar el concepto arquitectónico de Hipodamo con el pensamiento de su época: el plano en forma de damero refleja las divisiones lógicas y matemáticas con las cuales los filósofos-arquitectos del siglo V a. C. buscaban reflejar la sociedad ideal. Hipodamo es considerado el primero de los urbanistas y el trazado que ideó se llama trazado hipodámico.
Fue el encargado de llevar a cabo, hacia el 479 a. C., el plan director de la reconstrucción de la ciudad de Mileto, tomada, saqueada y destruida por los persas en el 494 a. C. Fue él también quien planeó el trazado urbanístico de El Pireo (puerto de Atenas), probablemente en la época de Pericles. Y también fue el arquitecto responsable de la planificación de la colonia de Turios, en el sur de la península itálica, en el 443 a. C. Más adelante, en 408 a. C., Hipodamo supervisó la construcción de la nueva ciudad de Rodas. 
Si bien se tiene conocimiento del uso de la retícula en épocas tan tempranas como el tercer milenio a. C. con las primeras ciudades surgidas en el Antiguo Egipto, conformadas con calles paralelas al río Nilo cruzadas por otras perpendiculares, casi siempre formando ángulos rectos, o en ciudades de nuevo trazado, como Ajetatón, en el siglo XIV a. C., Hipodamo ha sido tradicionalmente venerado en el mundo griego como el «Padre del urbanismo» y el inventor de la retícula urbanística.

### Teórico social y político
Hipodamo también fue un teórico que, como Faleas de Calcedonia y como Platón, planteó una alternativa más o menos utópica a la crisis de la polis provocada por la guerra del Peloponeso. Según relató Aristóteles en la Política:

Preconizaba una ciudad de diez mil hombres distribuidos en tres clases: una comprendía los artesanos, otra los labradores, la tercera los guerreros y gentes de armas. Dividía también el territorio en tres zonas, sagrada, pública y privada: la primera estaba consagrada a los dioses, de la otra los guerreros obtenían sus medios de subsistencia, la tercera se entregaba a los labradores.
Aristóteles, Política, II, 8, 2 [1267b]

Según Aristóteles, fue el primero que, sin haberse ocupado nunca de los negocios públicos, se aventuró a publicar algo sobre la mejor forma de gobierno. El mismo Aristóteles criticó esta politeia elaborada por Hipodamo advirtiendo que no explica quién trabajará la tierra de los dioses y la tierra de los guerreros. Sin embargo, hoy se destacan dos ideas del sistema elaborado por Hipodamo: 
- la de la sistematización de funciones en la ciudad, que vuelve a encontrarse en la construcción de Platón y en numerosas utopías posteriores, y
- la de que es preciso que los que rigen los destinos de la ciudad, en este caso los guerreros, se conserven, según una fórmula de J.-P. Vernant, «purificados de cualquier contacto con esa esfera de intereses privados que hoy aparece como un factor de división y de oposición entre los ciudadanos».[1]